# Mesosloučenina
Mesosloučenina je stereoizomer z více stereoizomerů nějaké sloučeniny, který není opticky aktivní (nestáčí rovinu polarizovaného světla), ačkoliv obsahuje chirální centra. Mesosloučenina je totiž totožná se svým zrcadlovým obrazem. Označení mesosloučenina pochází z řeckého slova μέσος (mésos, „střed“).

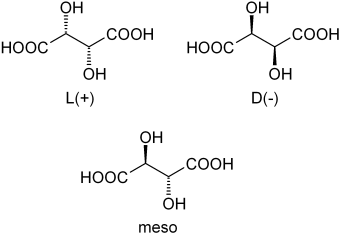
Izomery kyseliny vinné

Například kyselina vinná, která má dvě chirální centra, má tři izomery oproti předpokladatelným čtyřem. Dva z nich jsou si neztotožnitelnými zrcadlovými obrazy (enantiomery), a tedy jsou opticky aktivní. Třetí z nich je mesosloučeninou (nemá enantiomer). Důvodem je symetrie molekuly, která zapříčiňuje, že je třetí izomer totožný se svým zrcadlovým obrazem.